# Zonitis rostrata
Zonitis rostrata là một loài bọ cánh cứng trong họ Meloidae. Loài này được Blessig miêu tả khoa học năm 1861.